# JoJo's Bizarre Adventure: Stardust Crusaders
JoJo's Bizarre Adventure: Stardust Crusaders (ジョジョの奇妙な冒険 スターダストクルセイダース, JoJo no Kimyō na Bōken Sutādasuto Kuruseidāsu) é a terceira temporada da animação JoJo's Bizarre Adventure produzido pelo estudio David Production, série baseada no mangá JoJo's Bizarre Adventure  de Hirohiko Araki. Esta é a segunda animação e a terceira parte do mangá, Stardust Crusaders, segunda animação original da série seguido do Estúdio A.P.P.P. que se iniciou em 1993 e finalizou mais tarde em 2000.
A série foi ao ar com 48 episódios, divididos em duas partes, consistindo de 24 episódios cada. A primeira parte foi ao ar em Tóquio MX entre 4 de abril de 2014 e 12 de setembro de 2014, também transmitida na MBS, Animax e outros canais. A segunda parte intitulada "Arco do Egito Cairi" (エジプト編, Ejiputo-hen, lit. Saga Egito) foi ai ar entre 9 de janeiro de 2015 e 19 de junho de 2015. Além do continente Asiático a serie foi transmitida pelo mundo através do serviço de streaming Crunchyroll. 

## Enredo
Em 1987, Jotaro Kujo inesperadamente desenvolve um poder misteriosos conhecido como Stand. Jotaro, seu avô Joseph Joestar e seus aliados, viajam para o Egito em busca do malvado e imortal vampiro Dio Brando , agora conhecido apenas como "DIO" para salvar a mãe de Jotaro, Holly Kujo, cujo Stand despertou e ameaça consumi-la em 50 dias. Enquanto isso, DIO encomendou um número de assassinos com vários tipos de Stands mortais para destruí-los antes que eles possam alcançá-lo.

## Elenco
| Personagem            | Seiyū              | Dublador                                             |
| --------------------- | ------------------ | ---------------------------------------------------- |
| Jotaro Kujo           | Daisuke Ono        | Wilken Mazzei                                        |
| Joseph Joestar        | Unshō Ishizuka     | Mauro Ramos                                          |
| Mohammed Avdol        | Kenta Miyake       | Duda Ribeiro                                         |
| Noriaki Kakyoin       | Daisuke Hirakawa   | Thiago Longo                                         |
| Jean Pierre Polnareff | Fuminori Komatsu   | Fernando Mendonça                                    |
| Iggy                  | Misato Fukuen      | Pedro Alcântara                                      |
| DIO                   | Takehito Koyasu    | Francisco Junior                                     |
| Enya Geil             | Reiko Suzuki       | Cecília Lemes                                        |
| Vanilla Ice           | Shō Hayami         | Alfredo Rollo                                        |
| Gray Fly              | Mitsuaki Madono    | Carlos Campanile                                     |
| "Capitão Tenille"     | Tesshō Genda       | Mauro Eduardo Lima                                   |
| Forever               | Kappei Yamaguchi   | Paulo Ávila                                          |
| Devo                  | Shouto Kashii      | Glauco Marques                                       |
| Rubber Soul           | Shinji Kawada      | Raphael Rossatto                                     |
| Hol Horse             | Hidenobu Kiuchi    | Thiago Zambrano                                      |
| J. Geil               | Yoshito Yasuhara   | Sidney César                                         |
| Nena                  | Satsuki Yukino     | Gláucia Franchi                                      |
| ZZ                    | Iwasaki Masami     | Rodrigo Araújo                                       |
| Steely Dan            | Daisuke Kishio     | Marcelo Campos                                       |
| Mannish Boy           | Ikue Ohtani        | Vii Zedek                                            |
| Cameo                 | Kinryu Arimoto     | Fábio Moura                                          |
| Midler                | Aya Hisakawa       | Gisele Vechin                                        |
| N'Doul                | Kentarō Itō        | Wellington Lima                                      |
| Oingo                 | Makoto Yasumura    | Rodrigo Nanal                                        |
| Boingo                | Motoko Kumai       | Angélica Santos                                      |
| Anubis                | Yasunori Matsumoto | Wesley Santana                                       |
| Chaka                 | Anri Katsu         | Arthur Machado                                       |
| Khan                  | Hidenari Ugaki     | Renato Soares                                        |
| Mariah                | Ayahi Takagaki     | Carla Martelli                                       |
| Alessi                | Masaya Onosaka     | Fábio de Castro                                      |
| Daniel J. D'Arby      | Banjō Ginga        | Hélio Ribeiro                                        |
| Telence T. D'Arby     | Junichi Suwabe     | Marcelo Garcia                                       |
| Pet Shop              | N/A                | N/A                                                  |
| Kenny G.              | Junichi Yanagita   | Júnior Nannetti                                      |
| Nukesaku              | Tōru Nara          | Mckeidy Lisita / Sylvia Salustti (mulher das costas) |
| Holly Kujo            | Reiko Takagi       | Marli Bortoletto                                     |
| Narrador              | Tōru Ōkawa         | Armando Tiraboschi                                   |

## Episódios

### Stardust Crusaders(2014)
| # | Nº da série | Título                                                  | Título em Português                      | Diretor(es) de Episódio            | Roterista         | Exibição original      |
| --- | ----------- | ------------------------------------------------------- | ---------------------------------------- | ---------------------------------- | ----------------- | ---------------------- |
| 1 | 27          | "Akuryō ni Toritsukareta Otoko (悪霊にとりつかれた男)"  | O Homem Possuído por um Espírito Maligno | Naokatsu Tsuda                     | Yasuko Kobayashi  | 4 de abril de 2014     |
| Jotaro Kujo se descobre possuído por um espírito maligno extremamente poderoso, e a verdade por trás destes novos poderes está ligada a uma herança maldita secular de sua família materna.                                        |             |                                                         |                                          |                                    |                   |                        |
| 2 | 28          | "Sabaku no wa Dare da!? (裁くのは誰だ!?)"               | Quem Vai Julgar?                         | Yuuta Takamura                     | Yasuko Kobayashi  | 11 de abril de 2014    |
| Um novo usuário de Stand, Noriaki Kakyoin, está atrás de Jotaro para matá-lo. Suas ordens vêm diretamente de Dio. |             |                                                         |                                          |                                    |                   |                        |
| 3 | 29          | "DIO no Jubaku (DIOの呪縛)"                             | A Maldição de Dio                        | Toshiyuki Kato                     | Yasuko Kobayashi  | 18 de abril de 2014    |
| Um Stand desperta em Holly, a mãe de JoJo! Para livrá-la da maldição, Jotaro e Joseph devem encontrar Dio, e, para isso, percorrerão meio mundo.                                                                                   |             |                                                         |                                          |                                    |                   |                        |
| 4 | 30          | "Tawā Obu Gurē (灰の塔)"                                | Tower of Grey                            | Jiro Fujimoto                      | Shōgo Yasukawa    | 25 de abril de 2014    |
| JoJo, Joseph, Avdol e Kakyoin seguem para o Egito para o confronto com Dio, mas um acidente inesperado mudará sua jornada! |             |                                                         |                                          |                                    |                   |                        |
| 5 | 31          | "Shirubā Chariottsu (銀の戦車)"                         | Silver Chariot                           | Kenichi Suzuki                     | Yasuko Kobayashi  | 2 de maio de 2014      |
| Polnareffe Avdol travarão uma batalha com seus Stands, e o novo adversário faz sua previsão: Usará os próprios poderes de Magician’s Red contra o rival.                                                                           |             |                                                         |                                          |                                    |                   |                        |
| 6 | 32          | "Dāku Burū Mūn (暗青の月)"                              | Dark Blue Moon                           | Hirofumi Ogura                     | Shinichi Inotsume | 9 de maio de 2014      |
| Para alcançar Dio, no Egito, o primeiro destino de JoJo, Joseph e os demais é Singapura, pelo mar. Porém, um novo usuário de Stand tentará impedi-los de cumprir sua jornada.                                                      |             |                                                         |                                          |                                    |                   |                        |
| 7 | 33          | "Sutorengusu (力)"                                      | Força                                    | Mitsuhiro Yoneda                   | Kazuyuki Fudeyasu | 16 de maio de 2014     |
| A bordo de um cargueiro, o grupo de JoJo sofrerá o ataque de um improvável usuário de Stand! |             |                                                         |                                          |                                    |                   |                        |
| 8 | 34          | "Debiru (悪魔)"                                         | Diabo                                    | Yasufumi Soejima                   | Shinichi Inotsume | 23 de maio de 2014     |
| Um novo usuário de Stand, Devo, o Maldito, está no encalço do grupo, para matá-los, e pretende começar a lista de vítimas por Polnareff!                                                                                           |             |                                                         |                                          |                                    |                   |                        |
| 9 | 35          | "Ierō Tenparansu (黄の節制)"                            | Yellow Temperance                        | Hitomi Ezoe                        | Kazuyuki Fudeyasu | 30 de maio de 2014     |
| JoJo enfrentará uma nova ameaça, Yellow Temperance! Kakyoin é mesmo um traidor infiltrado no grupo? |             |                                                         |                                          |                                    |                   |                        |
| 10 | 36          | "Enperā to Hangudoman Sono 1 (皇帝と吊られた男 その１)" | O Imperador e o Enforcado - Parte 1      | Toshiyuki Kato                     | Yasuko Kobayashi  | 13 de junho de 2014    |
| O grupo chega a Calcutá, na Índia, em sua jornada em busca de Dio. No país, Polnareff segue sua incessante busca pelo homem que matou sua irmã, e o isso o colocará em confronto com Hol Horse!                                    |             |                                                         |                                          |                                    |                   |                        |
| 11 | 37          | "Enperā to Hangudoman Sono 2 (皇帝と吊られた男 その２)" | O Imperador e o Enforcado - Parte 2      | Toshiyuki Kato, Shunsuke Machitani | Yasuko Kobayashi  | 20 de junho de 2014    |
| J. Geil e seu Enforcado continuam a perseguição a Polnareff e Kakyoin, que os enfrentam após o trágico destino de seu aliado. |             |                                                         |                                          |                                    |                   |                        |
| 12 | 38          | "Enpuresu (女帝)"                                       | A Imperatriz                             | Satoshi Ōsedo                      | Shōgo Yasukawa    | 27 de junho de 2014    |
| A estranha ferida no braço de Joseph se mostra ser A Imperatriz, mais um Stand enviado por Dio. O organismo combaterá Joseph dentro de seu próprio corpo, onde seu Hamon não tem efeito.                                           |             |                                                         |                                          |                                    |                   |                        |
| 13 | 39          | "Howīru Obu Fōchun (運命の車輪)"                        | Roda da Fortuna                          | Jin Tamamura                       | Shōgo Yasukawa    | 27 de junho de 2014    |
| JoJo e os demais estão a caminho do Paquistão, até que se deparam com um novo inimigo, o Stand da Roda da Fortuna! |             |                                                         |                                          |                                    |                   |                        |
| 14 | 40          | "Jasutisu Sono 1 (正義 その１)"                         | Justiça - Parte 1                        | Hirokazu Yamada                    | Shinichi Inotsume | 4 de julho de 2014     |
| JoJo e os demais estão em uma estranha cidade do Paquistão, que parece completamente avessa aos assassinatos recentemente ocorridos. Neste cenário, logo suspeitam que há um novo usuário de Stand em seu encalço.                 |             |                                                         |                                          |                                    |                   |                        |
| 15 | 41          | "Jasutisu Sono 2 (正義 その２)"                         | Justiça - Parte 2                        | Hirofumi Ogura                     | Shinichi Inotsume | 11 de julho de 2014    |
| Polnareff está frente a frente com a velha Enya e seu Stand, Justiça! E ela precisa de apenas um golpe para vingar a morte de seu filho, J. Geil!                                                                                  |             |                                                         |                                          |                                    |                   |                        |
| 16 | 42          | "Rabāzu Sono 1 (恋人 その１)"                           | Os Amantes - Parte 1                     | Hitomi Ezoe, Shunsuke Machitani    | Kazuyuki Fudeyasu | 18 de julho de 2014    |
| Jotaro e os demais chegam a Karachi, capital comercial do Paquistão, onde um novo e poderoso enviado de Dio usará o Stand Os Amantes para tentar matar Joseph!                                                                     |             |                                                         |                                          |                                    |                   |                        |
| 17 | 43          | "Rabāzu Sono 2 (恋人 その２)"                           | Os Amantes - Parte 2                     | Jiro Fujimoto                      | Shōgo Yasukawa    | 25 de julho de 2014    |
| Jotaro segue atormentado por Steely Dan, que ameaça a vida de seu avô com o Stand Os Amantes. Apenas Kakyoin e Polnareff podem resolver a situação, com Hierophant Green e Silver Chariot infiltrados dentro do cérebro de Joseph. |             |                                                         |                                          |                                    |                   |                        |
| 18 | 44          | "San (太陽)"                                            | O Sol                                    | Yasufumi Soejima                   | Naokatsu Tsuda    | 1 de agosto de 2014    |
| Jotaro e os demais seguem pelos Emirados Árabes Unidos após cruzar o Mar da Arábia. No caminho, um novo usuário de Stand tentará atacá-los durante a travessia do deserto.                                                         |             |                                                         |                                          |                                    |                   |                        |
| 19 | 45          | "Desu Sātīn Sono 1 (死神13 その１)"                     | Death 13 - Parte 1                       | Toshiyuki Kato                     | Shōgo Yasukawa    | 8 de agosto de 2014    |
| Kakyoin se vê perdido em um estranho parque de diversões enquanto o grupo negocia a compra de um avião para seguir viagem. |             |                                                         |                                          |                                    |                   |                        |
| 20 | 46          | "Desu Sātīn Sono 2 (死神13 その２)"                     | Death 13 - Parte 2                       | Naokatsu Tsuda, Shunsuke Machitani | Shōgo Yasukawa    | 15 de agosto de 2014   |
| Jotaro e os demais estão a caminho do Egito com o bebê misterioso, mas apenas Kakyoin percebeu que a criança é, na verdade, uma ameaça, e não conta com o apoio dos demais.                                                        |             |                                                         |                                          |                                    |                   |                        |
| 21 | 47          | "Jajjimento Sono 1 (審判 その１)"                       | Julgamento - Parte 1                     | Yuuta Takamura                     | Yasuko Kobayashi  | 22 de agosto de 2014   |
| Jotaro e os demais chegam a uma ilha onde, segundo Joseph, encontrarão um homem importante para sua jornada. Mas um dos membros do grupo terá outro encontro inesperado.                                                           |             |                                                         |                                          |                                    |                   |                        |
| 22 | 48          | "Jajjimento Sono 2 (審判 その２)"                       | Julgamento - Parte 2                     | Hitomi Ezoe, Kenichi Suzuki        | Yasuko Kobayashi  | 29 de agosto de 2014   |
| Polnareff é atacado pelas versões distorcidas ressuscitadas de Sherry, sua irmã, e Avdol, e não tem aparente chance de vencer. É quando um impensável retorno ocorre.                                                              |             |                                                         |                                          |                                    |                   |                        |
| 23 | 49          | "Hai Puriesutesu Sono 1 (女教皇 その１)"                | Sacerdotisa - Parte 1                    | Satoshi Ōsedo                      | Shinichi Inotsume | 5 de setembro de 2014  |
| Jotaro e os demais finalmente estão rumo ao seu destino final, a bordo de um submarino, quando uma nova ameaça enviada por Dio surge para lhes perturbar a paz!                                                                    |             |                                                         |                                          |                                    |                   |                        |
| 24 | 50          | "Hai Puriesutesu Sono 2 (女教皇 その２)"                | Sacerdotisa - Parte 2                    | Naokatsu Tsuda, Shunsuke Machitani | Shinichi Inotsume | 12 de setembro de 2014 |
| Jotaro e os demais precisam fugir do submarino sabotado pela Sacerdotisa e finalmente chegar à costa do Egito, em busca de Dio .                                                                                                   |             |                                                         |                                          |                                    |                   |                        |

### Stardust Crusaders: Arco do Egito(2015)
| # | Nº da série | Título                                                                                              | Título em Português                                  | Diretor(es) de Episódio                                | Roteirista        | Exibição original       |
| --- | ----------- | --------------------------------------------------------------------------------------------------- | ---------------------------------------------------- | ------------------------------------------------------ | ----------------- | ----------------------- |
| 25 | 51          | ""Za Fūru" no Igī to 'Gebu-shin' no Ndūru Sono 1 (「愚者」のイギーと「ゲブ神」のンドゥール その１)" | Iggy, O Louco e N'Doul, o Deus Geb - Parte 1         | Kenichi Suzuki                                         | Yasuko Kobayashi  | 9 de janeiro de 2015    |
| Jojo e os demais chegam ao Egito e agora sua missão é alcançar o Cairo e derrotar Dio. Para isso, eles receberão uma inesperada nova companhia. |             | |                                                      |                                                        |                   |                         |
| 26 | 52          | ""Za Fūru" no Igī to 'Gebu-shin' no Ndūru Sono 2 (「愚者」のイギーと「ゲブ神」のンドゥール その２)" | Iggy, O Louco e N'Doul, o Deus Geb - Parte 2         | Taisuke Mamori, Toshiyuki Kato                         | Yasuko Kobayashi  | 16 de janeiro de 2015   |
| Avdol arrisca e vida para derrotar N'Dour e seu Deus Geb, e Jotaro apostará todas as fichas do grupo contando com a improvável ajuda de Iggy. |             | |                                                      |                                                        |                   |                         |
| 27 | 53          | " 'Kunumu-shin' no Oingo to 'Toto-shin' no Boingo (クヌム神」のオインゴと「トト神」のボインゴ)"     | Oingo, o Deus Khnum e Boingo, o Deus Thoth           | Hitomi Ezoe                                            | Shinichi Inotsume | 30 de janeiro de 2015   |
| Os irmãos invencíveis, Oingo e Boingo, perseguirão Jotaro e os demais na tentativa de assassiná-los. A seu favor estão os poderes precongnitivos do Deus Thoth e os poderes de dissimulação do Deus Khnum                                                                                   |             | |                                                      |                                                        |                   |                         |
| 28 | 54          | "Anubisu-shin' Sono 1 (「アヌビス神」 その１)"                                                      | O Deus Anúbis – Parte 1                              | Jiro Fujimoto                                          | Shinichi Inotsume | 30 de janeiro de 2015   |
| Uma misteriosa espada no deserto egípcio esconde o segredo de mais um adversário enviado por Dio para silenciar Jotaro e os demais, e seu adversário será Polnareff! |             | |                                                      |                                                        |                   |                         |
| 29 | 55          | "Anubisu-shin' Sono 2 (「アヌビス神」 その２)"                                                      | O Deus Anúbis - Parte 2                              | Toshiyuki Kato                                         | Shōgo Yasukawa    | 6 de fevereiro de 2015  |
| Polnareff está encurralado por Anúbis, o Stand sem usuário, e apenas a ajuda de Jotaro e Star Platinum poderá salvá-lo! |             | |                                                      |                                                        |                   |                         |
| 30 | 56          | "Basuteto-joshin' no Maraia Sono 1 (「バステト女神」のマライア その１)"                             | Mariah, a Deusa Bastet - Parte 1                     | Shigatsu Yoshikawa                                     | Shōgo Yasukawa    | 13 de fevereiro de 2015 |
| O Stand da Deusa Bastet e sua usuária, Mariah, causarão uma estranha e perigosa atração em Joseph Joestar! |             | |                                                      |                                                        |                   |                         |
| 31 | 57          | "Basuteto-joshin' no Maraia Sono 2 (「バステト女神」のマライア その２)"                             | Mariah, a Deusa Bastet - Parte 2                     | Yuuta Takamura                                         | Shōgo Yasukawa    | 20 de fevereiro de 2015 |
| Joseph e Avdol precisam superar o magnetismo do Stand de Mariah para vencê-la e, para isso, terão de usar bem os princípios da Lei de Coulomb. |             | |                                                      |                                                        |                   |                         |
| 32 | 58          | "Seto-shin' no Aresshī Sono 1 (「セト神」のアレッシー その１)"                                      | Alessi, o Deus Set - Parte 1                         | Kentarō Fujita                                         | Kazuyuki Fudeyasu | 27 de fevereiro de 2015 |
| Enquanto Joseph e Avdol enfrentavam Mariah, o que faziam Jotaro, Polnareffe Iggy? Alessi quer se encarregar de colocar um fim neles com seu Stand do Deus Set |             | |                                                      |                                                        |                   |                         |
| 33 | 59          | "Seto-shin' no Aresshī Sono 2 (「セト神」のアレッシー その２)"                                      | Alessi, o Deus Set - Parte 2                         | Yasufumi Soejima                                       | Kazuyuki Fudeyasu | 6 de março de 2015      |
| Polnareff continua a enfrentar Alessi e a sombra de seu Deus Set, capaz de fazer os humanos regredirem no tempo. Apenas uma criança, que chances terá o pequeno Jean-Pièrre contra esse adversário?                                                                                         |             | |                                                      |                                                        |                   |                         |
| 34 | 60          | "Dābī Za Gyanburā Sono 1 (ダービー・ザ・ギャンブラー その１)"                                       | D'Arby, o Apostador - Parte 1                        | Yuuta Takamura                                         | Shōgo Yasukawa    | 13 de março de 2015     |
| Jotaro e os demais finalmente chegam ao Cairo, e buscam dia e noite pelo esconderijo de Dio revelado na foto espiritual tirada por Joseph. A busca segue sem sucesso, até que um homem se diz conhecedor do local, e está disposto a revelá-lo, após uma aposta...                          |             | |                                                      |                                                        |                   |                         |
| 35 | 61          | "Dābī Za Gyanburā Sono 2 (ダービー・ザ・ギャンブラー その２)"                                       | D'Arby, o Apostador - Parte 2                        | Hitomi Ezoe                                            | Shōgo Yasukawa    | 20 de março de 2015     |
| Jotaro desafiou D'Arby e seu Stand, o Deus Osiris, para uma partida de pôquer. A aposta: sua alma, pelas almas de Joseph e Polnareff. O destino do grupo pode ser decidido em uma jogada.                                                                                                   |             | |                                                      |                                                        |                   |                         |
| 36 | 62          | "Horu Hōsu to Boingo Sono 1 (ホル・ホースとボインゴ その１)"                                        | Hol Horse e Boingo - Parte 1                         | Shunsuke Machitani                                     | Yasuko Kobayashi  | 27 de março de 2015     |
| Hol Horse é novamente enviado por Dio para deter Jotaro e os demais, e desta vez levará como aliado Boingo e seu livro de profecias. |             | |                                                      |                                                        |                   |                         |
| 37 | 63          | "Horu Hōsu to Boingo Sono 2 (ホル・ホースとボインゴ その２)"                                        | Hol Horse e Boingo - Parte 2                         | Taisuke Mamori                                         | Yasuko Kobayashi  | 3 de abril de 2015      |
| Hol Horse tem Polnareff como refém após a ordem da profecia de Boingo, mas Jotaro e os demais se aproximam e o confronto é iminente. |             | |                                                      |                                                        |                   |                         |
| 38 | 64          | "Jigoku no Monban Petto Shoppu Sono 1 (地獄の門番ペット·ショップ その１)"                           | Pet Shop, o Sentinela do Portão do Inferno - Parte 1 | Shigatsu Yoshikawa                                     | Kenichi Suzuki    | 10 de abril de 2015     |
| O grupo continua a busca pela mansão de Dio no Cairo. Enquanto isso, Iggy acaba diante de um novo e temível adversário. |             | |                                                      |                                                        |                   |                         |
| 39 | 65          | "Jigoku no Monban Petto Shoppu Sono 2 (地獄の門番ペット·ショップ その２)"                           | Pet Shop, o Sentinela do Portão do Inferno - Parte 2 | Jiro Fujimoto                                          | Kenichi Suzuki    | 17 de abril de 2015     |
| Iggy precisa vencer o Pássaro Perverso, Pet Shop, e seu Deus Hórus, para regressar a Jotaro e os demais e revelar-lhes sua descoberta! |             | |                                                      |                                                        |                   |                         |
| 40 | 66          | "Dābī za Pureiyā Sono 1 (ダービー・ザ・プレイヤー その１)"                                          | D'Arby, o Jogador - Parte 1                          | Yasufumi Soejima                                       | Kazuyuki Fudeyasu | 24 de abril de 2015     |
| Terence D'Arby, o Jogador, é o mordomo de Dio e irmão de Daniel J. D'Arby, o Apostador. O novo inimigo e seu stand, o Deus Atum, confrontará o grupo de Jotaro e os desafiará para roubar-lhes suas almas - e seu primeiro adversário será Kakyoin!                                         |             | |                                                      |                                                        |                   |                         |
| 41 | 67          | "Dābī za Pureiyā Sono 2 (ダービー・ザ・プレイヤー その２)"                                          | D'Arby, o Jogador - Parte 2                          | Taisuke Mamori                                         | Kazuyuki Fudeyasu | 1 de maio de 2015       |
| D'Arby continua seu desafio contra Kakyoin e a corrida está na última volta. Quem será o vencedor?! Será necessária outra disputa valendo uma nova alma?! |             | |                                                      |                                                        |                   |                         |
| 42 | 68          | "Akū no Shōki Vanira Aisu Sono 1 (亜空の瘴気 ヴァニラ・アイス その１)"                              | Vanilla Ice, o Miasma do Vácuo - Parte 1             | Eri Nagata, Shunsuke Machitani                         | Shinichi Inotsume | 8 de maio de 2015       |
| Jotaro anuncia seu próximo arremesso em alto e bom tom a D'Arby. O Jogador será mesmo capaz de ler mentes com seu Deus Atum?! |             | |                                                      |                                                        |                   |                         |
| 43 | 69          | "Akū no Shōki Vanira Aisu Sono 2 (亜空の瘴気 ヴァニラ・アイス その２)"                              | Vanilla Ice, o Miasma do Vácuo - Parte 2             | Yuuta Takamura                                         | Shinichi Inotsume | 15 de maio de 2015      |
| Vanilla Ice aparentemente despedaçou Avdol, e Polnareff e Iggy são seus próximos alvos! |             | |                                                      |                                                        |                   |                         |
| 44 | 70          | "Akū no Shōki Vanira Aisu Sono 3 (亜空の瘴気 ヴァニラ・アイス その３)"                              | Vanilla Ice, o Miasma do Vácuo - Parte 3             | Hitomi Ezoe                                            | Shinichi Inotsume | 22 de maio de 2015      |
| Polnareff e Iggy combatem Vanilla Ice, mas Jean Paul foi engolido pelo vácuo do inimigo?! A conclusão da batalha que levará ao encontro com Dio. |             | |                                                      |                                                        |                   |                         |
| 45 | 71          | "DIO no Sekai Sono 1 (DIOの世界 その１)"                                                            | O Mundo de Dio - Parte 1                             | Shigatsu Yoshikawa                                     | Shōgo Yasukawa    | 29 de maio de 2015      |
| Polnareff está cara a cara com o homem que o grupo viajou 45 dias para encontrar: Dio. O vampiro imortal desafia o ex-subordinado a revoltar-se contra ele em definitivo ou tornar-se novamente seu lacaio.                                                                                 |             | |                                                      |                                                        |                   |                         |
| 46 | 70          | "DIO no Sekai Sono 1 (DIOの世界 その２)"                                                            | O Mundo de Dio - Parte 2                             | Toshiyuki Kato                                         | Shōgo Yasukawa    | 5 de junho de 2015      |
| Dio combate Kakyoin e Joseph, e, aos custos de muitos sacrifícios, o segredo do stand do vampiro imortal, O Mundo, é revelado! |             | |                                                      |                                                        |                   |                         |
| 47 | 71          | "DIO no Sekai Sono 2 (DIOの世界 その３)"                                                            | O Mundo de Dio - Parte 3                             | Taisuke Mamori, Yasufumi Soejima, Yuuta Takamura       | Yasuko Kobayashi  | 12 de junho de 2015     |
| Jotaro e Dio travam a batalha decisiva, mas o vampiro imortal é capaz de parar o próprio tempo com seu stand, O Mundo. Jotaro não terá chances, a menos que consiga se mover no tempo suspenso!                                                                                             |             | |                                                      |                                                        |                   |                         |
| 48 | 72          | "Harukanaru Tabiji, Saraba Tomo yo (遥かなる旅路 さらば友よ)"                                       | Adeus, Amigos desta Longa Viagem                     | Shigatsu Yoshikawa, Shunsuke Machitani, Toshiyuki Kato | Yasuko Kobayashi  | 19 de junho de 2015     |
| Jotaro precisa vencer as barreiras do mundo suspenso para vencer Dio e salvar sua mãe, Holly, no Japão. Mas o vampiro imortal agora conseguiu o que mais queria - o sangue dos Joestar, roubado do corpo de Joseph. O confronto final entre JoJo e Dio é a conclusão de Stardust Crusaders! |             | |                                                      |                                                        |                   |                         |